# Kasimir Fajans

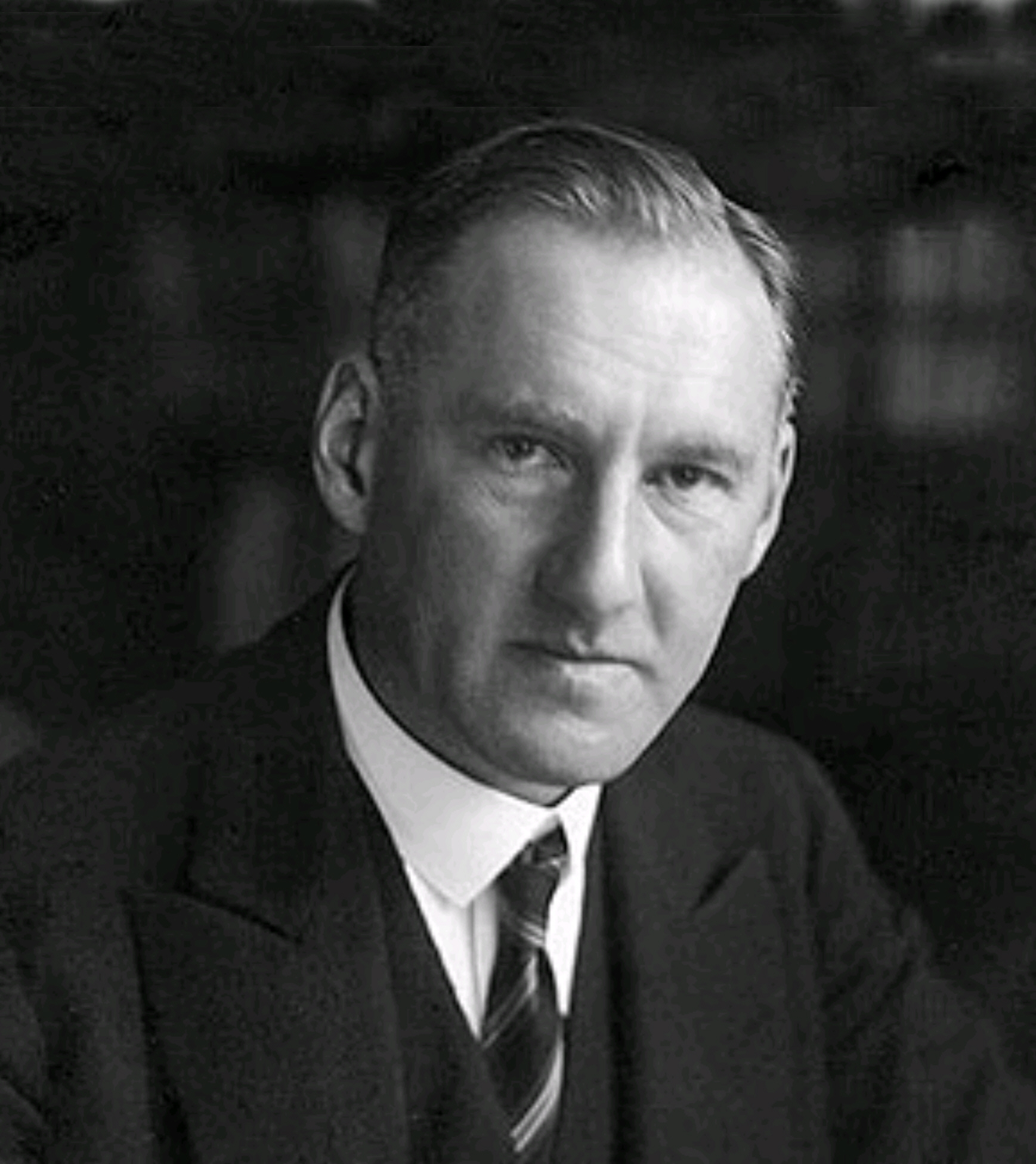
Kasimir Fajans

Kasimir Fajans, auch Kazimierz Fajans (geboren 27. Mai 1887 in Warschau, Russisches Kaiserreich; gestorben 18. Mai 1975 in Ann Arbor, Michigan) war ein polnisch-deutsch-amerikanischer Physikochemiker.

## Leben
Fajans studierte von 1904 bis 1907 Chemie in Leipzig und von 1907 bis 1909 in Heidelberg. 1909 wurde er bei Georg Bredig an der Universität Heidelberg mit dem Thema Über die stereochemische Spezifizität der Katalysatoren promoviert. Anschließend arbeitete er an der ETH Zürich bei Richard Willstätter und an der Universität Manchester bei Ernest Rutherford, bevor er 1911 Assistent von Bredig an der TH Karlsruhe wurde. 1913 wurde Fajans in Karlsruhe habilitiert, 1917 wurde er außerordentlicher Professor an der Universität München, 1925 dort zum persönlichen Ordinarius für physikalische Chemie ernannt. 1932 wurde er Direktor des Instituts für Physikalische Chemie. Das Institut wurde mit Hilfe der Rockefeller Foundation errichtet. Seit 1927 war er ordentliches und seit 1935 korrespondierendes Mitglied der Bayerischen Akademie der Wissenschaften. Im Dezember 1924 wurde er als korrespondierendes Mitglied in die Russische Akademie der Wissenschaften aufgenommen.
Da Fajans Jude war, wurde er 1935 aufgrund des Berufsbeamtengesetzes (§ 6) in München entlassen. Seine Halbschwester Ludwika wurde Opfer des Holocaust. Er emigrierte 1936 zunächst nach Großbritannien, danach in die USA, wo er von 1936 bis 1957 als Professor an der University of Michigan in Ann Arbor lehrte. 1942 erhielt er die US-amerikanische Staatsbürgerschaft; die deutsche Staatsbürgerschaft hatte er 1918 erhalten.
Fajans war verheiratet und hatte zwei Söhne, der Sohn Stefan Stanislaus Fajans wurde in den USA Endokrinologe.

## Wichtige Leistungen
Fajans entdeckte 1913 gleichzeitig mit Frederick Soddy das Verschiebungsgesetz. Im gleichen Jahr isolierte er mit Oswald Helmuth Göhring aus Uran eine 1,2-Minuten Aktivität (UX2), die er als neues Element Brevium nannte. Die heutige Bezeichnung ist das Isotop mit der Massenzahl 234 des Elementes Protactinium. Als Verfahren der quantitativen Analyse entwickelte er ab 1922 die Verwendung von Adsorptionsindikatoren bei der Titration; das Verfahren wird nach dem Entdecker Titration nach Fajans genannt.
Fajans hat auch Regeln zur Polarisierbarkeit von Ionen aufgestellt.

## Werke (Auswahl, zum Teil in viele Sprachen übersetzt)
- Die Stellung der Radioelemente im periodischen System, 1913, in: Physikalische Zeitschrift 14 (4), 136–142
- Radioactive transformations and the periodic system of the elements, 1913, in: Berichte der Deutschen Chemischen Gesellschaft 46, 422–439.
- Radioaktivität und die neueste Entwicklung der Lehre von den chemischen Elementen, 1919 (erlebte mehrere Auflagen)
- gemeinsam mit Joseph Wüst: Physikalisch-chemisches Praktikum. 1. Auflage 1929 (OCLC 249874810) 2. Auflage 1935 (OCLC 215858602), Übersetzung von Bryan Topley 1930 (A textbook of practical physical chemistry, OCLC 2582428)
- Artificial radioactive isotopes of Thallium, Lead and Bismuth, 1941
- Electronic structure of molecules, 1948
- Quanticule theory of chemical bonding, 1960
- Memoiren, 1975